# I-22
I-22 — підводний човен Імперського флоту Японії, який узяв участь у Другій світовій війні.

## Передвоєнна історія
Корабель спорудили на верфі компанії Kawasaki у Кобе. Човни типу C, підтипу C1 (він же клас I-16), до яких відносився I-22, мали великі розміри (їх надводна водотоннажність перевищувала підводний показник океанських підводних човнів США) та могли нести мінісубмарину для диверсійних операцій.
I-22 завершили в березні 1941-го, а 15 липня включили до складу 3-ї дивізії підводних човнів. З 30 жовтня того ж року човен став флагманським кораблем цього загону.
У другій половині жовтня 1941-го човен прибув на верф Kure Navy Yard для дообладнання у носій мінісубмарин Типу A (I-22 першим у Імперському флоті отримав таку можливість).

## Атака на Перл-Гарбор
Для участі у нападі на головну базу Тихоокеанського флоту США японський флот сформував загін із 5 підводних човнів, котрі могли бути носіями мінісубмарин. 19 листопада загін вирушив до Гаваїв.
Невдовзі після опівночі 7 грудня в районі дещо менше ніж за два десятки кілометрів від входу до гавані Перл-Гарбору I-22 запустила свою мінісубмарину HA-15. Приблизно через шість годин останню виявили у Північному вхідному каналі бази з мінного загороджувача USS Zane, після чого вона була поцілена 127-мм снарядом, а далі протаранена есмінцем USS Monaghan, обидва члени екіпажу мінісубмарини загинули. Водночас випущені з HA-15 по гідроавіаносцю USS Curtiss та все тому ж USS Monaghan дві торпеди не влучили в ціль та вибухнули на березі.
Що стосується I-22, то до полудня човен кілька разів був атакований глибинними бомбами, проте не зазнав пошкоджень. Під вечір він сплив на поверхню та вирушив до обумовленої точки зустрічі з екіпажами диверсійних субмарин, де чекав до ранку 8 грудня, проте зі зрозумілої причини нікого не зустрів.
Ще три ночі I-22 провадив пошук своїх диверсантів, після чого з настанням дня 11 грудня вирушив від Гаваїв до бази на атолі Кваджелейн (Маршаллові острови).

## Обстріл острова Джонстон
15 грудня під час проходження повз атол Джонстон (за тисячу триста кілометрів на південний захід від Гонолулу) I-22 провела його обстріл з дистанції 5 км. Третій постріл поцілив резервуар з пальним на місцевій електростанції, після чого човен протягом десяти хвилин вів вогонь при світлі пожежі та зміг поцілити кілька будівель. Водночас I-22 не вдалося влучити у військовий транспорт William Ward Burrows, що стояв на якорі за рифом атола, хоча один снаряд і вибухнув поруч.
З Джонстона відкрили неточний вогонь у відповідь із 127-мм гармат, так що I-22 полишила район без пошкоджень і 21 грудня прибув на Кваджелейн.

## Другий похід до Гаваїв
4 січня 1942 року I-22 разом з підводними човнами I-18 та I-24 вирушив для бойового патрулювання на південний схід від острова Оаху. З 10 по 20 січня I-22 перебував у зазначеному районі, після чого відбув для проведення рекогносцирування атола Френч-Фрігейт-Шолс (дев'ятсот кілометрів на північний захід від Гонолулу). 24 січня човен встановив, що на Френч-Фрігейт-Шолс відсутні ворожі військові інсталяції.
Про перехід I-18, I-22 та I-24 був попереджений американський підводний човен USS Gudgeon. Хоча він не зміг виявити саме ці японські кораблі, проте в кінці січня USS Gudgeon потопив I-73.
2 лютого I-22 прибув до Йокосуки, звідки потім перейшов до Куре.
Наступні два з половиною місяці човен провів у Внутрішньому Японському морі, провадячи навчання у складі новоствореної 8-ї ескадри підводних човнів, до якої включили  3-ю дивізію.

## Участь в «Операції МО»
15 квітня I-22 полишив Японію та попрямував до Океанії. 24 квітня човен прибув на схід Каролінських островів до атола Трук, де ще до війни була створена потужна база Імперського флоту, з якої до лютого 1944-го провадились операції у цілому ряді архіпелагів.
Вже через кілька діб, 30 квітня, I-28 вийшов у похід в межах «Операції МО», націленої на створення баз на сході Соломонових островів з наступним оволодінням Порт-Морсбі. До 5 травня він повинен був приєднатись до групи підводних човнів, котрі утворювали «завісу» в районі на південний захід від острова Гуадалканал з метою прикриття авіаносного ударного з'єднання (у середині дня 5 травня це з'єднання обігнуло зі сходу острів Сан-Крістобаль та попрямувало на захід уздовж південного краю Соломонових островів).
8—9 травня відбулась битва у Кораловому морі, внаслідок якої японці відмовились від висадки у Порт-Морсбі. Як наслідок, 11 травня I-28 наказали повернутись на Трук. Повідомлення було перехоплене та розкодоване американцями, котрі спрямували відповідні попередження своїм субмаринам. Вранці 17 травня I-22 помітили з USS Tautog, проте американському підводному човну не вдалось зайняти положення для атаки (зате через кілька годин він потопив іншу субмарину групи I-28).

## Атака на Сідней
17 травня 1942-го I-22 прибув на Трук, де прийняв на борт диверсійну мінісубмарину HA-21, доправлену з Японії на борту гідроавіаносця Тійода.
18 травня I-22 полишив Трук разом з підводними човнами I-24 та I-27 та попрямував для завдання удару по гавані Сіднею. Також до операції залучили човни I-29 та I-21, що несли не мінісубмарини, а літаки. 23 травня повітряну розвідку над Сіднеєм провів літак з I-29, а 29 травня те саме зробив літак з I-21. Останній виявив важкий крейсер «Чикаго» (прийнятий за лінійний корабель) та зміг ухилитись від винищувачів австралійських ВПС. Доповідь про виявлений бойовий корабель сприяла прийняттю рішення про атаку на гавань.
30 травня човни з мінісубмаринами прибули в район Сіднею та ввечері 31 травня в районі за 11 км на схід від нього запустили свої мінісубмарини. Після входу до гавані HA-21 була виявлена й переобладнаний патрульний човен HMAS Yandra спершу спробував таранити її, при цьому внаслідок ковзного удару мінісубмарина втратила здатність стріляти торпедами. Потім Yandra безуспішно атакував глибинними бомбами, від вибуху яких сам був пошкоджений. Втім, далі HA-21 близько 5 години ранку 1 червня була виявлена в бухті Тейлор переобладнаним патрульним човном HMAS Sea Mist та отримала нові пошкодження від скинутих ним двох глибинних бомб. Хоча сам Sea Mist також отримав пошкодження енергетичної установки та припинив атаку, проте сюди прибули переобладнані патрульні човни HMAS Steady Hour та HMAS Yarroma, котрі з 6:40 до 8:30 провели ще кілька атак глибинними бомбами. HA-21 остаточно втратила здатність пересуватись та лягла на дно, де обидва члени її екіпажу застрелились. Пізніше мінісубмарину підняли та обстежили.

## Рекогносцирування Нової Зеландії та Фіджі
До 3 червня 1942-го I-22 очікувала поблизу Сіднея повернення HA-21, після чого попрямувала до Нової Зеландії з метою провести рекогносцирування кількох портів. 8—9 червня човен провадив спостереження через перископ за Веллінгтоном, а невдовзі після опівдня 10 червня поблизу острова Портленд (біля східного узбережжя Північного острова за триста тридцять кілометрів на північний схід від Веллінгтону) атакував невеликий пароплав, проте торпеда пройшла під його кілем. Надалі I-22 рекогносцирував затоку Хауракі та вхід до гавані Окленду (північне завершення Північного острова), а 17—18 червня здійснив розвідку Суви (острова Фіджі).
25 червня човен прибув на атол Кваджелейн, звідки 5—11 липня перейшов до Йокосуки.

## 5-й похід
7 серпня 1942-го союзники висадились на сході Соломонових островів, що започаткувало шестимісячну битву за Гуадалканал. 11 вересня I-22 полишив Йокосуку та попрямував в район Соломонових островів, первісно маючи завдання патрулювати в районі на південний захід від острова Реннел, котрий сам лежить за дві сотні кілометрів південніше від Гуадалканалу.
На початку жовтня I-22 вже перебував за сім десятків кілометрів на південний схід від острова Малаїта, де виявив конвой, проте не зміг вийти в атаку.
4 жовтня з I-22 надійшло останнє повідомлення. Як з'ясувалось пізніше, ввечері 6 жовтня літаючий човен PBY «Каталіна», котрий повертався після доставки кисневого обладнання та персоналу для аеродрому Гендерсон-Філд на Гуадалканалі, помітив підводний човен у районі за пів сотні кілометрів на південь від острова Сан-Крістобаль. З «Каталіни» скинули чотири глибинні бомби на підводний човен, котрий занурювався, після чого спостерігали на поверхні пузирі та пляма нафти. I-22 загинув разом з усіма 100 особами, що перебували на борту.
Також можливо відзначити, що існує непідтверджена версія про потоплення I-22 в ніч проти 24 грудня торпедним човном PT-122 неподалік устя річки Кумузі (східний берег півострова Папуа в районі Буна — Гона, де в той час оборонялось заблоковане японське угруповання, для постачання якого залучили підводні човни).